# Jalandhar
Jalandhar (del panyabí: ਜਲੰਧਰ) es una ciudad en el distrito de Jalandhar en el estado indio de Punyab. En el extenso poema épicorreligioso Majábharata (compuesto aproximadamente en tiempos del emperador Ashoka) la ciudad lleva el nombre de Prasthala y bajo el régimen británico se llamaba Jullundur. Jalandhar tenía una población de 903.491 habitantes para el 2010.

## Historia
Jalandhar y Multan son las ciudades supervivientes más antiguas de la región punyabí del Reino Trigarta, y la sede del poder de la Casa de Katoch estaba situada en esta ciudad, cuya existencia ha sido documentada desde el siglo I d. C.
Además, las tierras entre el río Beas y el Sutlej, conocidas como el Jalandhar Doab, demarcaban el territorio más oriental del imperio de Alejandro Magno. Muchos gigantescos altares alrededor de Jalandhar fueron construidos por Alejandro Magno para delinear sus fronteras y él fundó una ciudad llamada Alejandría en la zona, donde se establecieron muchos de sus veteranos macedonios.